# Batalha de Gorangpo
A Batalha de Gorangpo foi uma série de ataques coordenados a partir de 25 e 26 de junho de 1950 que marcaram o início da Guerra da Coreia.